# Кущівник сірий
Кущівни́к сірий (Thamnomanes ardesiacus) — вид горобцеподібних птахів родини сорокушових (Thamnophilidae). Мешкає в Амазонії та на Гвіанському нагір'ї.

## Підвиди
Виділяють два підвиди:
- T. a. ardesiacus (Sclater, PL & Salvin, 1868) — південна і південно-східна Колумбія, схід Еквадору і Перу, північно-західна Болівія і крайній захід Бразилії (південний схід Акрі);
- T. a. obidensis (Snethlage, E, 1914) — східна Колумбія (Ґуайнія, схід Ваупесу), південна і східна Венесуела (Амасонас, Болівар, Дельта-Амакуро), Гвіана, північ Бразильської Амазонії (на північ від Амазонки, в нижній течії річки Пурус на південь від Амазонки).

## Поширення і екологія
Сірі кущівники мешкають в Колумбії, Еквадорі, Перу, Болівії, Венесуелі, Гаяні, Суринамі, Французькій Гвіані і Бразилії. Вони живуть в підліску вологих рівнинних і заболочених тропічних лісів. Зустрічаються переважно на висоті до 1050 м над рівнем моря.